# ATP Challenger Series 2008
Los ATP Challenger Series son la segunda categoría dentro del tenis profesional. La temporada 2008 estuvo marcada por la aparición de la serie Tretorn, una serie de 20 challengers de primera categoría auspiciados por la compañía de indumentaria sueca Tretorn.
Los jugadores con más títulos en la categoría fueron el brasileño Thomaz Bellucci, el belga Kristof Vliegen, el japonés Go Soeda y el ruso Teimuraz Gabashvili, todos con 4 títulos durante el año.
El país que más títulos obtuvo fue Argentina con 18, seguido de cerca por Estados Unidos y Francia con 17 cada uno.

## Torneos
En 2008, el calendario de torneos challengers es el siguiente: